# Garreta diffinis
Garreta diffinis là một loài bọ cánh cứng trong họ Bọ hung (Scarabaeidae).